# Desa Kalijambe (administrativ by i Indonesien, lat -6,92, long 109,19)
Desa Kalijambe är en administrativ by i Indonesien.   Den ligger i provinsen Jawa Tengah, i den västra delen av landet, 270 km öster om huvudstaden Jakarta.